# António Machuco Rosa
António José Machuco Pacheco Rosa - (n. Beja, 18 de Outubro de 1959) é investigador e professor universitário.

## Biografia
É licenciado em Filosofia, pela Faculdade de Letras de Lisboa, desde 1982, e mestre em Ciências da Comunicação, pela Universidade Nova de Lisboa, desde 1987. Em 1993, obteve o grau de "Doctor de l'Ecole dês Hautes Etudes en Sciences Sociales", na especialidade "Histoire dês Sciences", com a tese sobre "Le Concept de Continuité chez C.S.Peirce", tendo obtido a menção de “Tres Honorable Avec Felicitations” (Registado na Universidade Nova de Lisboa, ao abrigo do Decreto-Lei no. 216/97 de 18 de Agosto). 
Entre 1993 a 1999 foi Professor Auxiliar do Departamento de Sociologia da Universidade Autónoma de Lisboa.
Desde 2002 é Professor Catedrático do Departamento de Ciências da Comunicação, Artes e Tecnologias da Informação da ULHT - Universidade Lusófona de Humanidades e Tecnologias.
Em Outubro de 2005 realizou provas de Agregação em Ciências da Comunicação no Instituto de Ciências Sociais da Universidade do Minho, com unanimidade do júri. Essas provas incidiram sobre a avaliação de um "Programa" de uma disciplina denominada "Cibernética, Sistemas Complexos e Teoria de Redes" e ainda sobre uma "Lição" denominada "A historicidade do copyright e do direito de autor".
Atualmente é Professor do Departamento de Ciências da Comunicação e da Informação da Faculdade de Letras da Universidade do Porto.

## Livros Publicados
- I mitação e Desejo : Moda, Marcas e Copyright, Faculdade de Letras da Universidade do Porto/CIC Digital, Porto, 2019.
- A Comunicação e o Fim das Instituições: Das Origens da Imprensa aos Novos Media – Nova Edição, Media XXI, Lisboa, 2016
- Do copyright às marcas registadas : história e fundamentos da propriedade intelectual, Chiado Editora, Lisboa, 2014
- Semiótica, Consumo e Publicidade, Media XXI, Lisboa, 2014
- Os Direitos de Autor e os Novos Media, Angelus Novus, Coimbra, 2009
- A Comunicação e o Fim das Instituições: Das Origens da Imprensa aos Novos Media, Edições Universitárias Lusófonas, Lisboa, 2008
- A Economia da Propriedade Intelectual e os Novos Media: entre a Inovação e a Protecção, Anabela Afonso, António Machuco Rosa, Manuel J. Damásio (org.), Guerra e Paz, Lisboa, 2006
- Cinco Lições sobre Comunicação, Redes e Tecnologias da Informação; da Cibernética ao Copyright, Vega, Lisboa, 2006
- O Conceito de Continuidade em Charles S. Peirce, Fundação Calouste Gulbenkian, Lisboa, 2003
- Internet - Uma História, 2a edição, revista, corrigida e ampliada, Edições Universitárias Lusófonas, Lisboa, 2003
- Dos Sistemas Centrados aos Sistemas Acentrados - Modelos em Ciências Cognitivas, Teoria Social e Novas Tecnologias da Informação, Vega, Lisboa, 2002
- C. S. Peirce, Antologia Filosófica, Imprensa Nacional - Casa da Moeda, Lisboa, 1998
- Internet - Uma História, Edições Universitárias Lusófonas, Lisboa, 1998
- Ciência, Tecnologia e Ideologia Social, Edições Universitárias Lusófonas, Lisboa, 1996

## Capítulos ou Partes de Livros
- O ativismo de Richard Stallman e da Free Software Foundation’,  in NetAtivismo, Babo, I., Miranda, J., Damásio, M., di Felice. M.,  (Orgs.),  Edições Universitárias Lusófonas, Lisboa, pp. 222–249, 2018
- O destino pós-humano em Stelarc e Masahiro Mori,  in Cibercultura - Circum-navegações em redes transculturais de conhecimento, arquivos e pensamento, Helena Pires, Manuel Curado, Fábio Ribeiro, Pedro Andrade (Eds.), V. N. Famalicão: Húmus, 2017, pp. 57–72, 2017
- A origem do simbólico: a semiótica de Peirce e a teoria mimética de René Girard,  Imagem e conhecimento, que relação é essa, afinal?, Maria Ogécia Drigo, Luciana Coutinho P. de Souza, Laan Mendes de Barros e Márcia Rodrigues Costa (Eds.), SP: Paco Editorial, pp. 59–97, 2017
- Direito de Autor e Direito de Acesso: os livros eletrónicos, as bibliotecas públicas e o princípio de esgotamento, in Direito e Informação - que responsabilidade(s)? Niterói: Editora da UFF. pp. 141–160., pp.-, 2013
- Igualdad y Compétition de Redes, in Perspectivas de la comunicación: arte, cultura, tecnologia. Madrid: Cream ebooks,, pp.-, 2013
- 'Protecção intelectual e acesso livre à informação', in Fernanda Ribeiro, Luisa Neto, Ricardo Perlingeiro, A Informação jurídica na era digital, Almedina, pp. 139–158, 2012
- Hunting, in René Girardin , Dicionário Crítico de Arte, Imagem, Linguagem e Cultura, Museu do Côa/IGESPAR, pp.-, 2010
- Mito, in René Girardin , Dicionário Crítico de Arte, Imagem, Linguagem e Cultura, Museu do Côa/IGESPAR, pp.-, 2010
- René Girard, in René Girardin , Dicionário Crítico de Arte, Imagem, Linguagem e Cultura, Museu do Côa/IGESPAR, pp.-, 2010
- O progresso da indiferenciação nos media modernos, in Teorias e Práticas dos Média: situando o local no global, pp. 215–233, 2010
- Sacrifice, in René Girardin , Dicionário Crítico de Arte, Imagem, Linguagem e Cultura, Museu do Côa/IGESPAR, pp.-, 2010
- Mimesis, Negação e a Origem da Lógica, in Maria Filomena Molder, Paisagens dos confins : Fernando Gil, Vendaval, pp. 39–53, 2009
- Propriedade intelectual e nova economia dos standards digitais - Antagonismo e cooperação, in A economia da propriedade intelectual e os novos media: entre a inovação e a protecção, Anabela Afonso, António Machuco Rosa, Manuel J. Damásio (org.), Guerra e Paz, Lisboa, 2006, pp. 88–111
- A Síntese Homem-Máquina - Da Cibernética a Sterlac, in Síntese/Synthesis, Lisboa (org. José Bragança de Miranda e António Saraiva), Festival de Imagem de Oeiras, 2005, pp. 56–69.
- Emergência e Fragmentação de Standards em Tecnologias da Informação in Interactive Television: contents, applications and challenges, M.J. Damásio (ed,), ULHT, Lisboa, 2004, pp. 181–197.
- Dos Mecanismos Clássicos de Controlo às Redes Complexas, in Crítica das Ligações na Era da Técnica, (org. J. Bragança de Miranda e M. Teresa Cruz), Tropismos, Lisboa, 2002, pp. 133– 153.

## Artigos em Revistas Científicas Internacionais
- Tecnologia, Economia, Regulação e a Audiência: uma perspectiva sobre as origens da rádio, Revista Brasileira de História da Mídia,  V. 8, nº 2., pp. 153–171, 2019.
- O signo como substituição: da semiótica de Peirce a uma teoria morfogenética do simbólico, Eikon – Journal on Semiotics and Culture, 4, pp. 31–40, 2018
- Mimesis, network theory and digital social networks, Xhiphias Gladius, 1, pp. 93–111, 2018
- Wordsworth, Girard et la question de la propriété intellectuelle, Carnets : revue électronique d'études françaises, II, no 12, pp. 1–12, 2018
- From dandyism to 'Coco' Chanel: a reassessment of Georg Simmel's theory of fashion. International Journal of Fashion Studies Vol. 3 Nº. 1 p. 91-110, 2016
- As origens das marcas e da publicidade moderna: as campanhas publicitárias de sabões e sabonetes’, Signos do Consumo, Vol. 7, no 2, pp. 118–139, 2016
- Spencer-brown, Peirce, Girard, and the Origin of Logic. Contagion: Journal of Violence, Mimesis, and Culture 22. Michigan State University Press: 65–88, 2015
- Trajetórias históricas da moda: do luxo antigo à democratização do luxo, Comunicação, Mídia e Consumo, Vol.11 nº 31, pp. 137–158, 2014
- The evolution and democratization of modern fashion: from Frederick Worth to Karl Lagerfeld’s fast fashion, Comunicação & Sociedade, nº 24, pp. 79–94, 2013
- 'From mass communication to new media: a network perspective', Observatorio (OBS*) Journal, Vol.6 nº 6, pp. 154–176, 2012
- Violence and Truth in Clint Eastwood Gran Torino, Anthropoetics - Journal of Generative Anthropology, Vol.XVI nº 2, pp.-, 2011
- Elementos para uma teoria dos novos media, Caleidoscópio, 8, 2008, pp. 11–28.
- Complex Systems, Imitation, and Mythical Explanations, Contagion - Journal of Mimesis,Culture and Violence, 10, 2003, pp. 161–181
- Da Teoria das Organizações às Instituições, Caleidoscópio, 3, 2003, pp. 78–96
- Modelos Formais de Comunicação, Caleidoscópio, 1. 2001, pp. 143–161

## Artigos em Revistas Científicas Nacionais
- Do broadcasting à Internet: critérios de distinção entre os meios clássicos de comunicação de massas e os novos media, Estudos em Comunicação = Communication Studies, pp.-, 2013
- 'Dinâmicas indiferenciadoras na transição da Web 1.0 para os novos media participativos', Revista de Comunicação e Linguagens, nº 42, pp.-, 2012
- As origens históricas da Internet: uma comparação com a origem dos meios clássicos de comunicação ponto a ponto, Estudos em Comunicação = Communication Studies, pp. 113–140, 2012
- 'A Antropologia Fundamental em Gran Torino de Clint Eastwood', Caleidoscópio : Revista de Comunicação e Cultura, pp. 243–256, 2012
- Nota sobre o processo de exteriorização da técnica: o lugar da interacção homem-computador, Comunicação e Sociedade, Comunicação e Sociedade, nº 12, pp. 39–49, 2007
- Antagonisms and Cooperation in Software Production´- Proprietary software versus free software', Interact,13 , pp.-, 2006
- Do Espaço da Física Clássica ao Espaço das Redes, Revista de Comunicação e Linguagens, Vol.34, pp. 81–90, 2005
- A filosofia do código-fonte aberto: de Richard Stallman a LINUX, Interact, 9, pp.-, 2004
- O Ideal Transcendental da Razão em Kant e a Génese das Explicações Míticas, Phainomenon, 5-6, 2003, pp. 389–400
- Signos e Pensamento em Charles S. Peirce, Análise, 28, 2003, pp. 55–71
- Redes e Imitação, in A Cultura das Redes (org. Maria L. Marcos e José Bragança de Miranda), no especial da Revista de Comunicação e Linguagens, 2002, pp. 93–114
- Memory and Control in the Architecture of the Interne, Nettime, 2002,
- A Semiótica de Peirce e as Ciências Cognitivas, Revista de Comunicação e Linguagens, 29, 2001, pp. 32–49
- O Ciberespaço como Ideal de Emancipação, Interact, 4, 2001
- Aspectos dos Mecanismo de Controle e Explicação, Revista de Comunicação e Linguagens, 29, 2000, pp. 44–67.
- Distributed Causation and Emergence in Finite Models, Interact, 1, pp.-, 2000
- Sistemas Complexos e Acentrismo Social, Revista de Humanidades e Tecnologias - Os Universos da Comunicação, 2, 1999, pp. 19–24.
- Tecnologias da Informação - Do Centrado ao Acentrado, Revista de Comunicação e Linguagens, 25, 1999, pp. 193–210.
- Universalidade e Ciências Cognitivas, Revista de Humanidades e Tecnologias, 1, 1999, pp. 56–69
- Continuidade, Indução e Arquitectónica em Charles Peirce, Análise, 7, 1986, pp. 93–122

## Livros de Atas de Conferências Internacionais
- Teoria dos meios clássicos de comunicação de massas versus novos meios, Actas do 5o Congresso da SOPCOM, 2007
- Standards Tecnológicos, Open Source e Espaço Público, Livros de Actas do 4º Congresso da Associação Portuguesa de Ciências da Comunicação, Universidade de Aveiro, pp. 905–15, 2006
- Copyright nos meios digitais in Actas do VII Congresso Internacional de Comunicação Lusófona - LUSOCOM, 2006

## Artigos em Livros de Atas de Conferências Internacionais
- Uma Tipologia Do Anúncio Publicitário’, Atas X Congresso Sopcom : Ciências da Comunicação : Vinte Anos de Investigação em Portugal, Teresa Antas de Barros; Sónia Ferreira; Paula Lobo; Salomé Morais; Paula Rodrigues; Filomena Sobral; Luís Sousa (Eds.), Viseu, pp. 741–756, 2019
- Rosser Reeves e a filosofia unique selling proposition: elementos para a história da publicidade - Atas IX Congresso Sopcom : Comunicação e Transformações Sociais (vol. 1),  Carlos Camponez, Bruno Araújo. Gil Baptista Ferreira, Rita Basílio de Simões Sílvio Santos (Eds.),  Coimbra, pp. 435– 448, 2017
- Uma perspectiva histórica sobre as licenças de acesso à informação: das licenças de software ao licenciamento de livros electrónicos em bibliotecas públicas -   Atas IX Congresso Sopcom : Comunicação e Transformações Sociais (vol. 3), Carlos Camponez, Bruno Araújo. Gil Baptista Ferreira, Rita Basílio de Simões, Sílvio Santos (Eds.), Coimbra, pp. 63–75, 2017.
- A teoria das redes como fonte de modelos dos novos media’, in A construción da(s) identidade(s) a través da comunicación. Anais do XI Congreso LUSOCOM 2014. Tomo II. Agacom, Santiago de Compostela,  pp. 199–209, 2016.
- O papel das bibliotecas públicas no acesso a livros electrónicos, in Oliveira, Madalena , Martins, Moisés de Lemos , Comunicação ibero-americana : os desafios da Internacionalização : Livro de Atas, pp. 523–532, 2014
- A 'revolução criativa' na publicidade dos anos sessenta, in Oliveira, Madalena , Martins, Moisés de Lemos , Comunicação ibero-americana : os desafios da Internacionalização : Livro de Atas, pp. 2909–2919, 2014
- A emergência do broadcasting de massas no início do século XX: a transição dos meios ponto a ponto para a rádio, in Actas do XIII Congresso Internacional Ibercom, pp.-, 2013
- A globalização e o acesso ao conhecimento do ponto de vista da propriedade intelectual, in VI Encontro Ibérico EDICIC 2013; Globalização, Ciência, Informação; Atas, Faculdade de Letras da Universidade do Porto; CETAC.MEDIA, pp. 1314–1332, pp.-, 2013
- 'O conceito de escândalo: entre realidade mediática e realidade antropológica', in Meios digitais e indústrias criativas: os efeitos e os desafios da globalização, pp. 1166–1183, 2012

## Teses e Trabalhos Académicos
- “Programa, Conteúdos e Métodos de Ensino” - Relatório da disciplina de Novos Media, apresentado para provimento do lugar de Professor Associado da Secção Autónoma de Jornalismo e Ciências da Comunicação da Faculdade de Letras da Universidade do Porto, 21 pp., 2009
- Cibernética, Sistemas Complexos e Teoria das Redes - Relatório de Disciplina apresentado para a obtenção do título de Agregado, Centro de Investigação em Ciências Sociais - Universidade do Minho, 2005
- “Le Concept de Continuité chez Charles S. Peirce”, Tese de Doutoramento, École des hautes études en sciences sociales, EHESS, Paris, 553 pp., 1993
- “Cosmologie e Continuité chez Charles S. Peirce – Notes de Recherche”, relatório de investigação para a obtenção do “Diplôme d ́études approfondies”, École des hautes études en sciences sociales, EHESS, Paris, na especialidade de Histoire et Civilisations, 144 pp., 1989
- “A Hipótese Cosmológica de Charles S. Perice”, dissertação de mestrado apresentada na Faculdade de Ciências Sociais e Humanas da Universidade Nova de Lisboa, 258 pp., 1986

## Orientações de Trabalhos Académicos
Pós-Doutoramento
- 2012 - Investigador de pós-doutoramento: Bakhitbay Nurlibaevich Paluanov. Instituição de Origem: Karakalpak State University. Área Temática/Título do projeto de investigação: Modern literary Journalism. Outubro de 2011 – Agosto 2012.

Doutoramento
- 2018 - Coorienta a tese de doutoramento em Ciências da Comunicação do Instituto de Ciências Sociais da Universidade do Minho de Isaac Manuel Silva Nunes, intitulada Paradigmas da comunicação Humano-Computador e Design de Interfaces: um estudo de caso entre a aplicação móvel Bem-Me-Ker e os utentes do IPO-Porto. Em curso.

Mestrado
- 2017 - Orientou a tese de mestrado em Ciências da Comunicação da Faculdade de Letras da Universidade do Porto de Isaac Manuel Silva Nunes, intitulada A dimensão comunicacional do signo e sua ação na semiótica de Charles Sanders Peirce. Defendida a 26 de Outubro de 2017.
- 2015 – Orientou a tese de mestrado em Ciências da Comunicação da Faculdade de Letras da Universidade do Porto de Pedro Filipe Terra Lopes, intitulada A evolução das redes de computadores e as filosofias tecno-políticas nos finais do século XX: para uma genealogia dos novos media. Defendida a 5 de Novembro de 2015.
- 2015 - Orientou a tese de mestrado em Ciências da Comunicação da Faculdade de Letras da Universidade do Porto de Catarina Madalena Brás da Silva, intitulada Lei das marcas registadas, culto de marca e novas tendências de branding nas redes sociais digitais. Defendida a 9 de Novembro de 2015.
- 2013 - Orientou a tese de mestrado em Ciências da Comunicação da Faculdade de Letras da Universidade do Porto de Emanuel Verdade da Madalena, intitulada Netiqueta - As regras sociais de comportamento e comunicação. Defendida a 14 de Outubro de 2013.
- 2013 - Orientou a tese de mestrado em Ciências da Comunicação da Faculdade de Letras da Universidade do Porto de Inês Catarina dos Santos Pinto, intitulada Design de interfaces homem-computador: Um estudo da interação entre o web site do P3 e os seus utilizadores. Defendida a 16 de Setembro de 2013.
- 2009 - Orientou a tese de mestrado em Sistemas de Comunicação Multimédia da Universidade Lusófona de Humanidades e Tecnologias de Nuno Ricardo Fatela, intitulada O Jogo Digital como Modelo de Crítica Social. Defendida em Marco de 2008.  2007 - Orientou a tese de mestrado em Sistemas de Comunicação Multimédia da Universidade Lusófona de Humanidades e Tecnologias de Maria Amália Raimundo, intitulada A Evolução da rede Internet em Portugal defendida em 17 de Dezembro de 2007.